# KS Ruch Chorzów
El KS Ruch Chorzów (Klub Sportowy Ruch Chorzów) és un club de futbol polonès de la ciutat de Chorzów (Alta Silèsia).

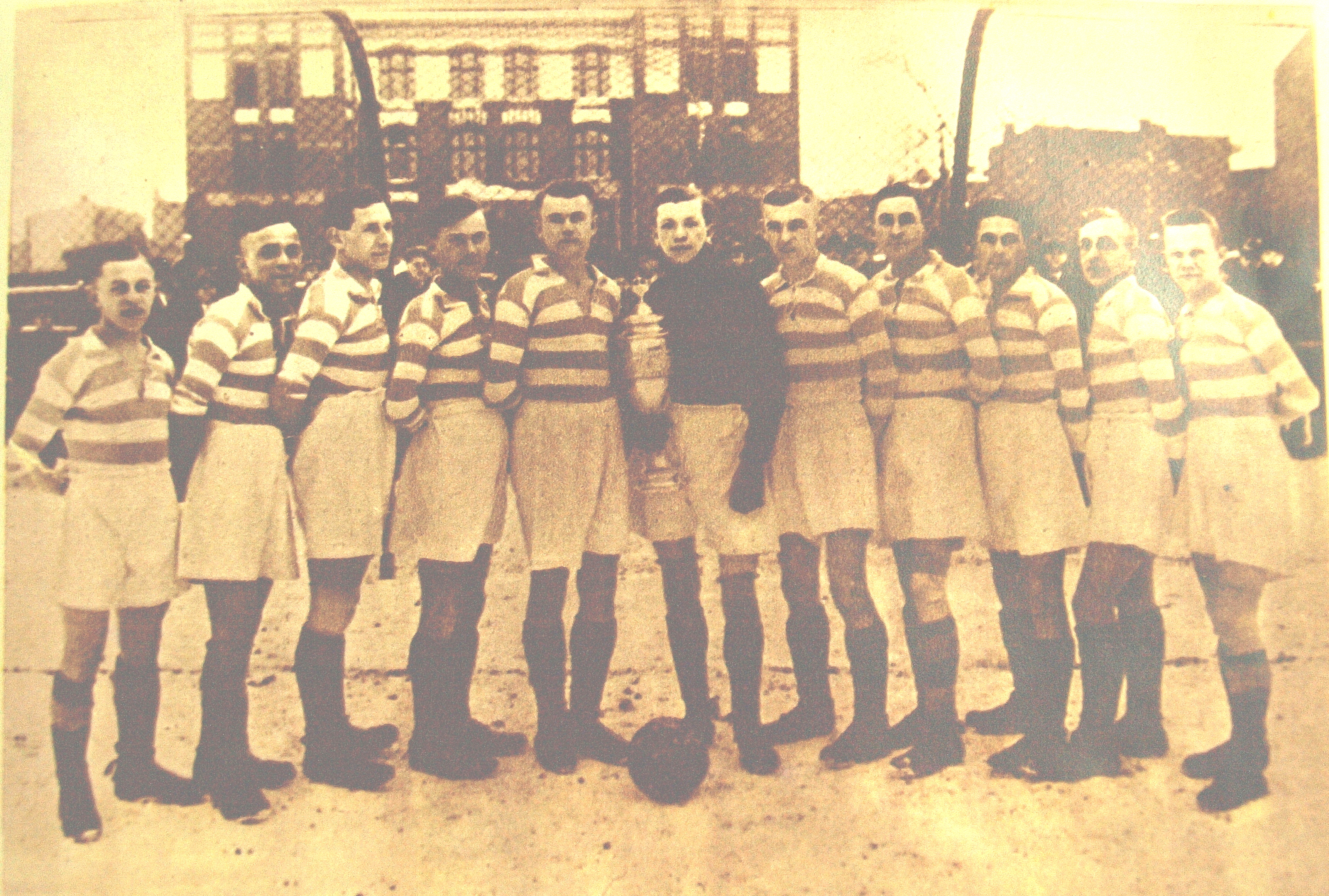
El Ruch Chorzów el 1927.

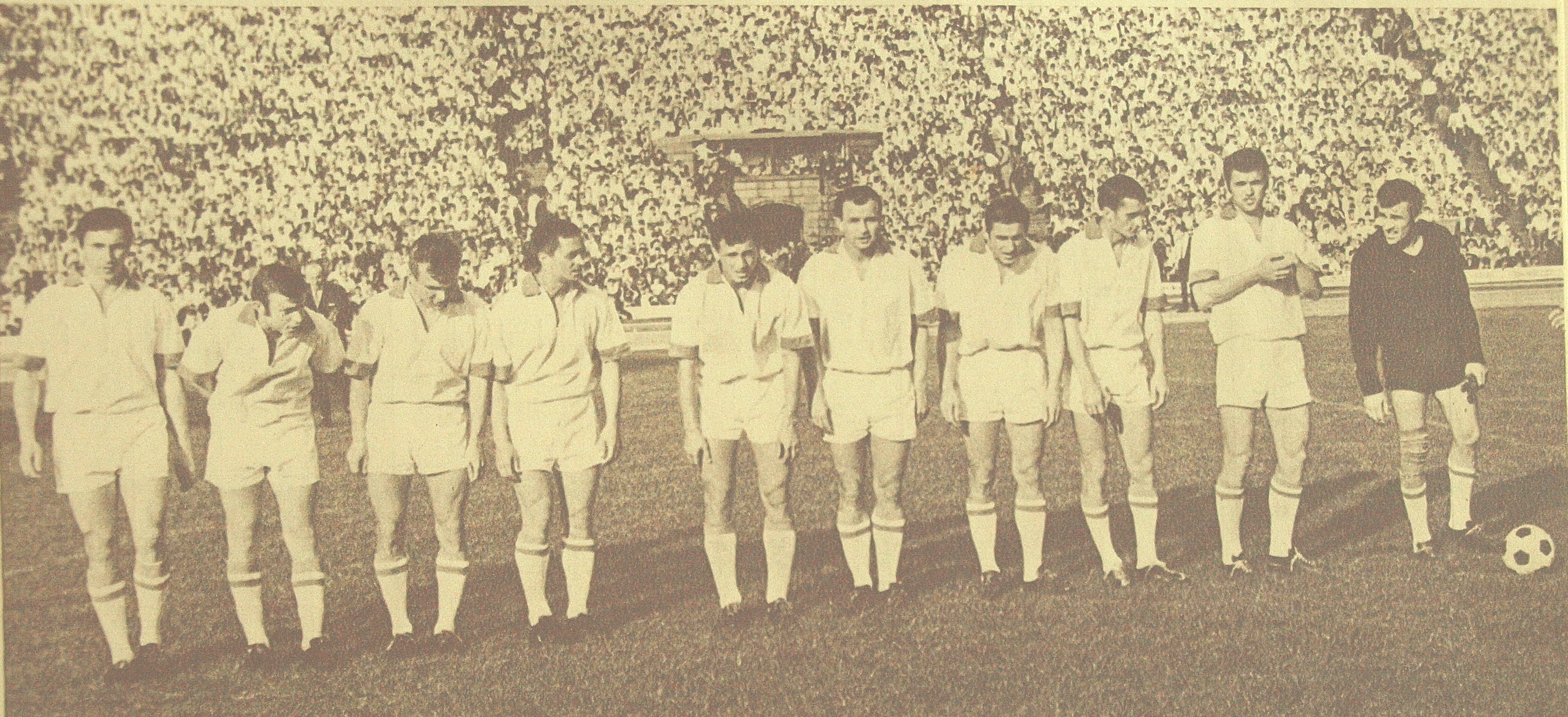
El Ruch Chorzów el 1968.

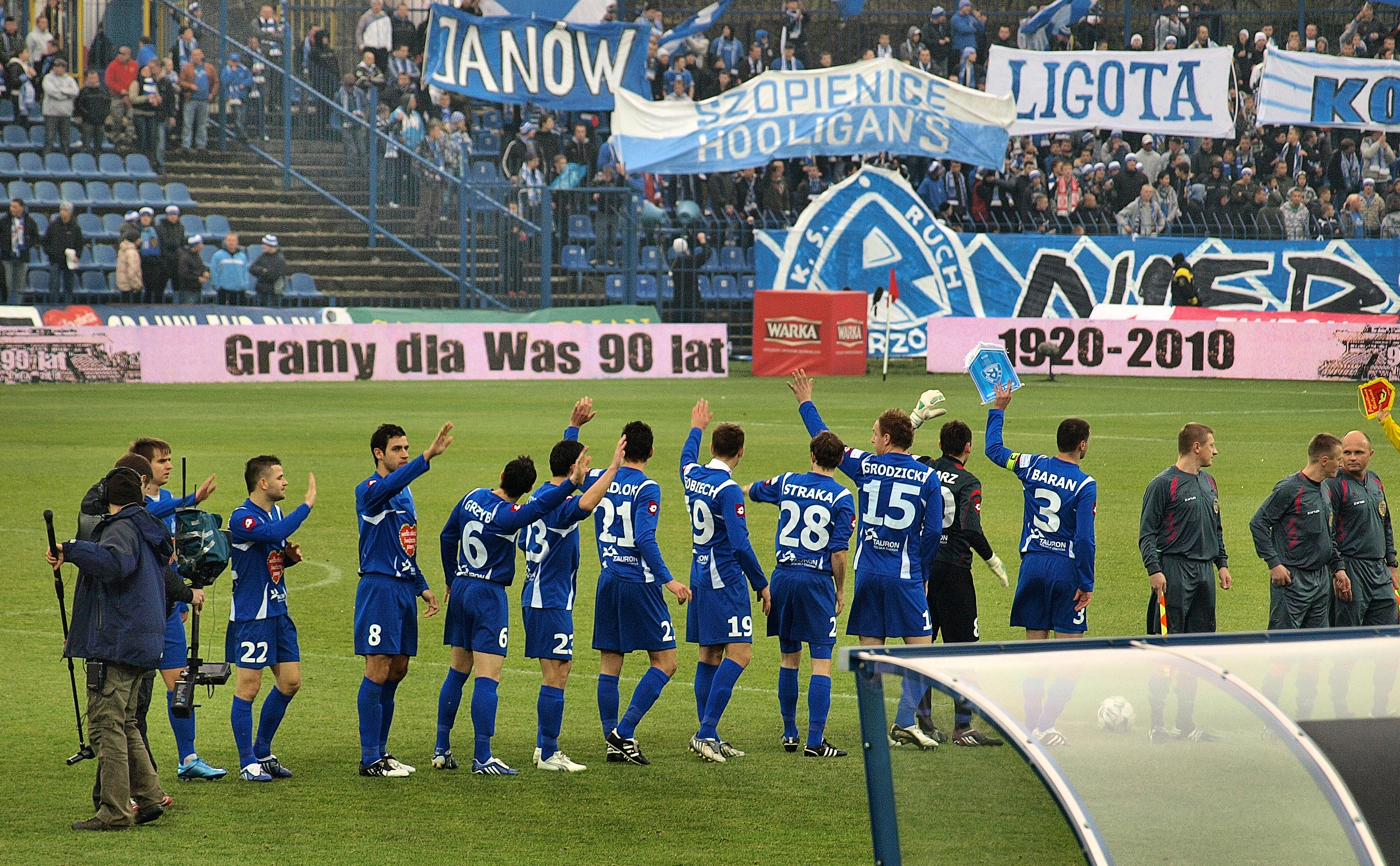
El Ruch Chorzów el 2009.

## Història
Evolució del nom:
- 1920: KS Wielki Hajduki (Chorzów)
- 1923: fusió amb Bismarckhütter Ballspiel-Club esdevenint KS Ruch BBC Wielki Hajduki (Chorzów)
- 1923: KS Ruch Wielki Hajduki
- 1939: refundació del club amb el nom Bismarckhütter SV 99
- 1945: refundació del club amb el nom KS Ruch Chorzów
- 1950: KS Unia Chorzów
- 1955: KS Ruch Chorzów

Escuts del club:

→ 1939
~1945–1947
~1948–1949
~1949–1955
~1955
~1956–1959
~1960
~1960–1969
~1970–1979
~1980–1989
~1989–1999
~2000–2007
~2007–2020
2021 →

## Palmarès
- Lliga polonesa de futbol:[1]
  - 1933, 1934, 1935, 1936, 1938, 1951 (com a campió de copa), 1952, 1953, 1960, 1968, 1974, 1975, 1979, 1989
- Copa polonesa de futbol:[2]
  - 1951, 1974, 1996
- Copa Intertoto:
  - 1967

## Jugadors destacats
- Henrik Alszer
- Marcin Baszczyński
- Krzysztof Bizacki
- Andrzej Buncol
- Ewald Cebula
- Gerard Cieślik
- Dariusz Gęsior
- Edmund Giemsa
- Joachim Marx
- Zygmunt Maszczyk
- Teodor Peterek
- Czesław Suszczyk
- Mariusz Śrutwa
- Krzysztof Warzycha
- Ernest Wilimowski
- Gerard Wodarz